# Капелла Филиппо Строцци
Капелла Филиппо Строцци (итал. Cappella di Filippo Strozzi) или капелла Евангелиста Иоанна (итал. Cappella di San Giovanni Evangelista) — капелла во флорентийской церкви Санта Мария Новелла, украшенная фресками Филиппино Липпи по заказу Филиппо Строцци Старшего. Расположена в правом трансепте храма рядом с центральной капеллой — капеллой Торнабуони.

## История
Филиппо Строцци Старший, вернувшийся в 1466 году из изгнания, к 1487 стал одним из самых влиятельных граждан Флоренции и приступил к исполнению художественной программы, призванной увековечить славу дома Строцци. Помимо закладки Палаццо Строцци он приобрёл права на капеллу святого Иоанна Евангелиста в церкви Санта-Мария-Новелла, ранее принадлежавшие семейству Бони. 21 апреля 1487 года был подписан контракт с известным флорентийским художником Филиппино Липпи на украшение капеллы фресками. Одновременно скульптор Бенедетто да Майано должен был создать гробницу. Работу планировали завершить к 1 марта 1489 года, однако дело шло довольно медленно, а в 1488 Филиппино был вызван в Рим для работы в церкви Санта-Мария-Сопра-Минерва. В 1491 году заказчик — Филиппо Строцци — скончался, но ни надгробие, ни фрески ещё не были закончены. Когда в 1494 году Филиппино вернулся во Флоренцию и возобновил работу, его заказчиком стал сын покойного — Альфонсо. Бенедетто да Майано закончил свою работу над надгробием в марте 1495 года. Работа над фресками была завершена только в 1502 году.

## Описание фресок
В качестве темы фресок были выбраны жития святого Иоанна Евангелиста, которому капелла была посвящена ранее, и апостола Филиппа, покровителя заказчика. Главная тема фресок — столкновение христианства с язычеством, его жрецами, храмами, демонами и магическими атрибутами.

### Правая стена
В люнете правой стены художник поместил сцену мученичества святого Филиппа, в нижней части — сюжет о совершённом им чуде. Согласно Иакову Ворагинскому, Филипп проповедовал язычникам, но был схвачен и приведён в храм, но тут из-под статуи Марса появился дракон, убил сына жреца, двух начальников, а остальных отравил своим зловонным дыханием. Тогда Филипп призвал людей разбить статую и водрузить вместо неё крест Господень, изгнал дракона, воскресил умерших, исцелил больных и наставил народ в истиной вере. Впоследствии Филипп проповедовал в Иераполе, где был снова схвачен язычниками и распят на кресте.
Филиппино, вернувшись из Рима, был переполнен впечатлениями и насытил пространство фресок множеством атрибутов античного и псевдоантичного происхождения. Фантастическая статуя Марса на богато декорированном постаменте изображена перед полукруглым алтарём из разноцветного мрамора, на котором собраны в изобилии доспехи, оружие, сосуды. Прототипами для ряда элементов могли служить рельефы колонны Траяна и римских триумфальных арок, которые он использовал с большой свободой, не приближаясь к действительной исторической точности.

### Левая стена
Фрески левой стены посвящены сюжетам из жития святого Иоанна Евангелиста.
В люнете помещена сцена мучений святого. Как повествует «Золотая легенда» Иосифа Ворагинского, Иоанн был схвачен по приказу императора Домициана и помещён в сосуд с кипящим маслом, однако вышел из этого испытания невредимым. Слева художник расположил эффектную фигуру императора, гневно указывающего на святого, невозмутимо переносящего муки. Рабы, страдая от жара, подбрасывают хворост, вокруг солдаты в доспехах. Сцена насыщена античными атрибутами: статуя языческого бога, трофеи, подвешенные между колоннами храма, штандарты, знамёна.
Некоторое время спустя Иоанн проповедовал в Малой Азии и воскресил Друзиану, христианку из Эфеса, которую уже несли хоронить. Этому сюжету посвящена фреска в нижней части стены. Святой помещён в центре композиции рядом с только что воскрешённой Друзианой. Похоронную процессию, растянувшуюся вдоль нижнего края фрески справа налево, возглавляет жрец с погребальной урной в руках. На заднем плане справа — храм, обильно украшенный рельефами и статуями, слева — несколько ротонд с алтарями и погребальными урнами, символизирующих кладбище.

### Задняя стена
У задней стены установлено надгробие Филиппо Строцци, созданное Бенедетто да Майано. На фоне из порфира скульптор поместил мраморный рельеф, изображающий Мадонну с младенцем в окружении четырёх ангелов и гирлянд из роз. Над гробницей расположено стрельчатое окно с витражом, выполненным по эскизу Филиппино Липпи. В верхней части витража — Мадонна с младенцем, в нижней — апостол Филипп и евангелист Иоанн.
Филиппино расписал стену преимущественно монохромно с минимальными цветными включениями. Роспись, обрамляющая окно, имитирует античные архитектурные элементы, обильно украшенные рельефами, многочисленными гротесками, путти, сфинксами, нимфами и музами. 
- Окно с витражом Филиппино Липпи
- Рельеф Бенедетто да Майано на надгробии Филиппо Строцци
- Филиппино Липпи. Деталь росписи задней стены
- Филиппино Липпи. Деталь росписи задней стены

### Своды
На сводах Филиппино изобразил четырёх ветхозаветных патриархов: Адама, Ноя, Иакова и Авраама.
Каждый патриарх восседает на облаках, из которых появляются путти, держащие в руках картуши с именами святых. Рядом с Адамом изображён змей с женской головой, обвивший фиговое дерево. К Адаму прижимается ребёнок, вероятно его сын. Ной, напоминающий античного речного бога с книгой и рогом изобилия в руке, изображён на фоне ковчега. Иаков изображён также с книгой и чашей елея, который он возлил на камень после видения о лестнице. Авраам показан с атрибутами, относящимися к сюжету о жертвоприношении, — ножом и алтарём, украшенным бараньими головами. Исаак, однако, отсутствует.
- Адам
- Ной
- Иаков
- Авраам

### Оценка искусствоведов
Биограф XVI века Джорджо Вазари, сам художник-маньерист, в «Жизнеописаниях…» подробно описывает фрески Филиппино в капелле Строцци и в высшей степени восторженно отзывается о них:

Филиппо возвратился во Флоренцию, где закончил названную капеллу Строцци, которая была отделана с таким искусством и таким рисунком, что удивляла всякого, кто её видел, новизной и разнообразием изображённых в ней причуд: вооружённые люди, храмы, сосуды, шлемы, доспехи, трофеи, древки, знамёна, плащи, котурны, причёски, жреческие одеяния и другие вещи, выполненные столь прекрасно, что заслуживают величайшего одобрения.
Однако те же особенности фресок пришлись не по вкусу критикам нового времени. Например, А. Н. Бенуа писал:

Здесь — самые разнохарактерные детали сопоставлены вперемежку, и общее впечатление не то напоминает вычурность некоторых позднеготических ретаблей, не то предвещает роскошный «сумбур» поздних барочных уборов. … у Липли же ни одной постройке «не веришь», а многое даже прямо некрасиво и нелепо.
Б. Р. Виппер считал, что

Стиль этих фресок можно было бы характеризовать как барочный — столько в них эмоционального напряжения, беспричинной динамики, в такой мере крайний натурализм переплетается с декоративным своеволием. …творчество Филиппино Липпи создаёт известный переход к тенденциям, родственным маньеризму и даже барокко, минуя этап Высокого Ренессанса.